# Hemieuxoa obsoleta
Hemieuxoa obsoleta là một loài bướm đêm trong họ Noctuidae.